# Friedrich Hoepner
Reinhold Friedrich Hoepner (* 4. Juni 1889 in Bielefeld; † 12. Mai 1955 in Münster) war ein deutscher Kaufmann und Politiker (DDP, FDP). Von 1926 bis 1954 war er Geschäftsführer der Ravensberger Heimstättengesellschaft. Nach der Gründung des Landes Nordrhein-Westfalen war er Mitglied des Ernannten Landtags.

## Leben und Beruf
Friedrich Hoepner verbrachte seine Kindheit in Enger. In den Jahren 1905 und 1906 hielt er sich in Kanada auf. Sein Großvater mütterlicherseits war der langjährige Amtmann in Enger, Reinhold Bader. Seine Mutter, Beata Bader Humberstone, wanderte 1897 nach Kanada aus und lebte bis 1926 in Edmonton.
Nach dem Besuch des Gymnasiums in Bielefeld absolvierte Friedrich Hoepner eine kaufmännische Ausbildung und arbeitete als Handlungsgehilfe in der Eisenwarenhandlung Rudolph Richter.  Von 1914 bis 1916 nahm er als Kriegsfreiwilliger am Ersten Weltkrieg teil. Friedrich Hoepner wurde 1917 zunächst Prokurist und 1922 Gesellschafter der Waagenfabrik H. Redecker & Co. in Bielefeld. 1926 wechselte er in die Wohnungswirtschaft. Mit kurzer Unterbrechung im Jahr 1933 blieb er bis 1954 Geschäftsführer der Ravensberger Heimstättengesellschaft. Unter seiner Leitung errichtete das Unternehmen ab 1927 die Gartenstadt Wellensiek.  Ab 1950 übernahm er zusätzlich die Geschäftsführung der neu gegründeten Bielefelder Gemeinnützigen Wohnungsgesellschaft (BGW).  Friedrich Hoepner galt als einer der anerkanntesten Experten der sozialen Wohnungswirtschaft in der Region. Ab 1953 schränkte eine schwere Krankheit seine Tätigkeit ein.

## Politik
In der Weimarer Republik war Friedrich Hoepner führendes Mitglied der Deutschen Demokratischen Partei (DDP) und des Reichsbanners Schwarz-Rot-Gold im Raum Bielefeld.  Nach der Machtergreifung der Nationalsozialisten wurde er aus politischen Gründen verfolgt. Es kam zu Hausdurchsuchungen und Vernehmungen durch die Gestapo. Ab 1936 hatte er Kontakte zum politischen Widerstand, der zum Attentat vom 20. Juli 1944 führte.
Unmittelbar nach Ende des Zweiten Weltkrieges gehörte Friedrich Hoepner zu den Mitbegründern der Freien Demokratischen Partei (FDP) in Bielefeld. Seit November 1945 war er auch Vorsitzender der Landesgruppe Raum Minden im Landesverband Westfalen. Im April 1946 wurde er Mitglied des Provinzialrats der Provinz Westfalen und nach der Gründung des Landes Nordrhein-Westfalen im August 1946 Mitglied des Ernannten Landtags.